# Nothofagus carrii
Nothofagus carrii Steenis – gatunek rośliny z rodziny bukanowatych (Nothofagaceae). Występuje naturalnie w środkowej części Nowej Gwinei. 

## Morfologia
PokrójZimozielone drzewo dorastające do 30–40 m wysokości.
LiścieBlaszka liściowa ma eliptyczny kształt. Mierzy 2–5,5 cm długości oraz 1–3 cm szerokości, ma zaokrągloną nasadę i wcięty wierzchołek. Ogonek liściowy jest nagi i ma 4–8 mm długości.
OwoceOrzechy osadzone w kupulach. Kupule powstają ze zrośnięcia dwóch liści przykwiatowych.

## Biologia i ekologia
Rośnie w lasach zrzucających liście. Występuje na wysokości od 800 do 3000 m n.p.m.